# Jesús María Pellín
Jesús María Pellín Chiquín (Caracas 22 de octubre de 1892-San Juan 20 de noviembre de 1969) fue un obispo católico, auxiliar de la arquidiócesis de Caracas. En su honor se creó el «Premio Nacional de Periodismo Monseñor Pellín».

## Biografía
Nació en Caracas, capital de Venezuela el 22 de octubre de 1892. Hijo de Don Juan Bautista Pellín y Doña Luisa Chiquín ambos de origen veneciano.
Se ordenó como presbítero el 25 de mayo de 1918. Desde 1923 hasta 1929 fue Secretario de la diócesis de Coro. Estudio Derecho Canónico y Teología en la Universidad Pontificia de San Apolinar en Roma en 1929.
En 1930 se convirtió en director del diario La Religión, fundado el 17 de julio de 1890. Pellin se mantuvo en el cargo hasta 1968.
Monseñor Pellín funda en 1940 la emisora La Voz de la Patria 710 A.M, donde retransmitía actividades religiosas dirigidas especialmente a los enfermos e impedidos para asistir a la Santa Misa.
Entre 1933 y 1951 ejerció como Canónigo de Merced de la Catedral de Caracas. Posteriormente fue nombrado como Arcediano de la catedral de Caracas de 1951 a 1961 y en 1961 como Deán del Capítulo Metropolitano a partir del año 1961.
Fue nombrado Obispo titular de Aguas Tibilitanas el 29 de agosto de 1965, por el Papa Juan XXIII. Muere el  20 de noviembre de 1969  en la ciudad de San Juan de Puerto Rico.

## Premios
- Doctorado honoris causa de la Universidad Santa María.
- Doctorado honoris causa de la Universidad Católica Andrés Bello.
- Premio Maria Moors Cabot otorgado por la Universidad de Columbia
- Premio Mergenthaler otorgado por la Sociedad Interamericana de Prensa
- Reconocimiento por parte de la Escuela de periodismo de la UCV.